# 514 Armida
Az 514 Armida egy a Naprendszer kisbolygói közül, amit Max Wolf fedezett fel 1903. augusztus 24-én.